# Герб на Хасково
Гербът на Хасково е приет 1995 г.

## Композиция

### Щит
Гербът на Хасково изобразява испански щит с червено поле и златен кант.

### Ключ
В полето е разположен вертикално златен ключ – обобщен образ на важното политическо и историческо значение на града. Над него е стилизирано изображение на автентичен златен кръст, намерен при разкопки в местността „Асенова крепост“ (датиран 10 – 11 век). В средата на златния кръст е вписан втори кръст – символ на трудното и продължително отстояване на християнската вяра и ценности. В долната част на ключа е изобразена буквата „Х“, бележеща името на града и явяваща се същевременно римската цифра 10 – периода на средновековен разцвет на града (10 – 11 век) .

### Корона
Над щита е разположена сребърна зидова корона, отличаваща герба като градски. Трита зъбера указват, че градът е с население под 100 000 души.

### Девиз
Под щита е разположена сребърна девизна лента с надпис „Достойнство и вяра“, препратка към най-важното събитие от историята на града – битката при Клокотница на 09.03.1230 г. – една от най-важните победи в българската история.

### Цветове
Жълтото (златното) символизира благородство и сила. Червеното – жертвоготовност, героизъм и връзка с прадедите. Бялото (сребърното) – чистота, непорочност (този цвят се свързва и с едно от старите имена на града – Беловод).

## Пощенска марка
На 24 юни 2020 г., Филиалът на Националната художествена академия в Бургас, Министерството на транспорта, информационните технологии и съобщенията пуска в употреба пощенско-филателно издание на тема „Българска градска хералдика“. В серия от две пощенски марки, оформени в блок-лист с винетка и милезим, са представени гербовете на Бургас и Хасково.